# 히라도 (방호순양함)
히라도(平戸)는 일본 제국 해군의 방호순양함이다. 지쿠마급의 3번함이다.

## 개요
1910년 고베 가와사키 조선소에서 기공하여, 1912년 6월 17일에 준공을 하였고, 이등 순양함으로 분류되었다. 일본 해군의 순양함으로 처음 터빈 기관을 채용하였고, 동급함 세척에는 각각 다른 유형의 기관을 탑재하고 있다.
제1차 세계 대전에서는 남양 군도 점령 작전에 참가, 또한 남중국해, 남태평양 방면의 작전에 투입되었다. 1925년부터 1937년까지 주로 중국 해역의 경비 활동에 투입되었다.
1932년의 제1차 상하이 사변 때에는 열하 작전의 지원을 했다.
1940년 4월 1일에 제적되면서 폐함 제11호로 가칭되었다. 해군 사관학교에 계류하며 연습선으로 사용했다.
1943년 12월 군사학교 이와쿠니 분교로 회항하여 종전을 맞이했다.
1945년에 침수되어 침몰했다. 1947년 1월 5일부터 4월 20일까지 도쿄 샐비지에 의해 해체된 선체는 이와쿠니 항 방파제가 되었다.

## 참고 문헌
- 구레 해사 역사 과학관 편찬 《일본 해군 함정 사진집》 “순양함” (다이아몬드 출판사, 2005년)
- 잡지 《마루》 편집부 《사진 일본 군함》 제5권 중순양함 Ⅰ (광인사, 1989년) ISBN 4-7698-0455-5
- 《조함 기술의 전모》 興洋社, 1952년.
- 해군역사보존회 《일본 해군의 역사》 제7권, 제9권, 제10권, 다이치호키 출판사 1995년.
- 《관보》